# Травис Ранч (Тексас)
Травис Ранч (енгл. Travis Ranch) насељено је место без административног статуса у америчкој савезној држави Тексас.

## Демографија
По попису из 2010. године број становника је 2.556.
| Група             | 2000.    | 2010.         |
| Белци             | 0 (0,0%) | 1.643 (64,3%) |
| Афроамериканци    | 0 (0,0%) | 355 (13,9%)   |
| Азијати           | 0 (0,0%) | 105 (4,1%)    |
| Хиспаноамериканци | 0 (0,0%) | 415 (16,2%)   |
| Укупно            | 0        | 2.556         |